# Chase Buchanan
Chase Buchanan (Columbus, 4 de janeiro de 1991) é um tenista profissional estadunidense.

## Duplas performance em Grand Slam
| Grand Slam       |     |     |     |     |     |     |
| Australian Open  |     |     |     |     |     | 0–0 |
| Aberto da França |     |     |     |     |     | 0–0 |
| Wimbledon        |     |     |     |     |     | 0–0 |
| US Open          | 1R  |     |     |     | 1R  | 0–2 |
| V-D              | 0-1 | 0–0 | 0–0 | 0–0 | 0–1 | 0–2 |